# Мейпл-Глен (Пенсільванія)
Мейпл-Глен (англ. Maple Glen) — переписна місцевість (CDP) в США, в окрузі Монтгомері штату Пенсільванія. Населення — 6647 осіб (2020).

## Географія
Мейпл-Глен розташований за координатами 40°10′40″ пн. ш. 75°10′45″ зх. д. / 40.17778° пн. ш. 75.17917° зх. д. (40.177757, -75.179243).  За даними Бюро перепису населення США в 2010 році переписна місцевість мала площу 8,08 км², уся площа — суходіл.

## Демографія
Згідно з переписом 2010 року, у переписній місцевості мешкали 6742 особи в 2345 домогосподарствах у складі 1938 родин. Густота населення становила 835 осіб/км².  Було 2380 помешкань (295/км²).
Расовий склад населення:
| - 87,2 % — білих - 8,6 % — азіатів - 2,7 % — чорних або афроамериканців - 0,1 % — корінних американців |

До двох чи більше рас належало 1,0 %. Частка іспаномовних становила 2,0 % від усіх жителів.
За віковим діапазоном населення розподілялося таким чином: 25,9 % — особи молодші 18 років, 63,1 % — особи у віці 18—64 років, 11,0 % — особи у віці 65 років та старші. Медіана віку мешканця становила 42,3 року. На 100 осіб жіночої статі у переписній місцевості припадало 95,9 чоловіків;  на 100 жінок у віці від 18 років та старших — 93,2 чоловіків також старших 18 років.
Середній дохід на одне домашнє господарство  становив 138 106 доларів США (медіана — 118 199), а середній дохід на одну сім'ю — 148 951 долар (медіана — 125 550). Медіана доходів становила 83 265 доларів для чоловіків та 53 214 долари для жінок. За межею бідності перебувало 1,5 % осіб, у тому числі 0,8 % дітей у віці до 18 років та 3,5 % осіб у віці 65 років та старших.
Цивільне працевлаштоване населення становило 3978 осіб. Основні галузі зайнятості: освіта, охорона здоров'я та соціальна допомога — 25,3 %, науковці, спеціалісти, менеджери — 14,7 %, виробництво — 11,9 %, фінанси, страхування та нерухомість — 11,2 %.